# Феррейра Арантес, Адилсон
Адилсон Феррейра Арантес (порт.-браз. Adilson Ferreira Arantes; 12 декабря 1916, Рио-де-Жанейро — неизвестно), в некоторых источниках Адилсон Феррейра Антунес (порт.-браз. Adilson Ferreira Antunes) — бразильский футболист, правый нападающий.

## Карьера
Адилсон начал карьеру в клубе «Жапоэма». Оттуда в 1936 году он перешёл в «Мадурейру», где выступал до 1940 года. В том году он перешёл в состав «Флуминенсе», где дебютировал 14 июля в матче с «Бонсусессо» (3:1). 24 июля того же года он забил первый мяч за клуб, поразив ворота «Палестры Италия» (5:3). В том же году футболист выиграл с командой чемпионат штата Рио-де-Жанейро, а через год повторил это достижение. Через год он ещё и отпраздновал победу в турнире Начала чемпионата Рио-де-Жанейро. Адилсон играл за «Флу» на протяжении шести сезонов, проведя 93 матча и забив 24 гола. Последнюю встречу за клуб форвард сыграл 18 февраля 1945 года против «Сан-Паулу» (2:3).
В 1945 году Адилсон перешёл во «Фламенго». Он сыграл первый матч в составе команды 3 июня против «Бонсусессо» в розыгрыше муниципального турнира в Рио-де-Жанейро (8:0), где забил два гола. В том же году он сделал хет-трик в матче с тем же «Бонсусессо» в розыгрыше чемпионата штата (10:1). Последний матч в составе «Фламенго» Адилсон сыграл 28 декабря 1947 года с «Бангу» (4:0), а всего за клуб провёл 96 встреч в которых забил 39 голов.

## Международная статистика
| Матчи Адилсона за сборную Бразилии | Матчи Адилсона за сборную Бразилии | Матчи Адилсона за сборную Бразилии | Матчи Адилсона за сборную Бразилии | Матчи Адилсона за сборную Бразилии | Матчи Адилсона за сборную Бразилии | Матчи Адилсона за сборную Бразилии |
| ---------------------------------- | ---------------------------------- | ---------------------------------- | ---------------------------------- | ---------------------------------- | ---------------------------------- | ---------------------------------- |
| №                                  | Дата                               | Место проведения                   | Оппонент                           | Счёт                               | Голы                               | Турнир                             |
| 1                                  | 22 января 1939                     | Рио-де-Жанейро                     | Аргентина                          | 3:2                                | 1                                  | Кубок Рока                         |
| 2                                  | 18 февраля 1940                    | Сан-Паулу                          | Аргентина                          | 2:2                                | —                                  | Кубок Рока                         |
| 3                                  | 25 февраля 1940                    | Сан-Паулу                          | Аргентина                          | 0:3                                | —                                  | Кубок Рока                         |

## Достижения
- Чемпион штата Рио-де-Жанейро: 1940, 1941
- Победитель турнира Начала чемпионата Рио-де-Жанейро: 1943, 1946